# 5a etapa del Tour de França 2008

Perfil de la 5a etapa del Tour de França 2008

La 5a etapa del Tour de França 2008 es desenvolupà el dimecres 9 de juliol entre les ciutats de Cholet i Châteauroux i 232 km de llargada.

## Perfil de l'etapa
Amb 232 km de llargada, entre Cholet i Châteauroux, és l'etapa més llarga de l'edició del Tour de França 2008. Durant el recorregut es travessen cinc departaments: Maine i Loira, Deux-Sèvres, Viena, Indre i Loira i Indre. Els tres esprints intermedis es troben a Argenton-les-Vallées (km 33,5), Richelieu (km 98,5) i Le Grand-Pressigny (km 152). Els ciclistes no han de superar cap dificultat muntanyosa durant aquesta etapa.

## Desenvolupament de l'etapa
Tres corredors s'escapen al km 11 de l'etapa: el campió de França Nicolas Vogondy (Agritubel), Florent Brard (Cofidis) i Lilian Jegou (Française des Jeux). Els tres arriben a tenir fins a 8' 15" en arribar al primer esprint intermedi (km 33). Els equips dels esprínters i el Gerolsteiner es posaran al capdavant del gran grup per evitar que la diferència augmenti i faran que aquesta es redueixi a 7' 40" al km 60 i a 6' a manca de 100 km per a l'arribada.
El Columbia, el Crédit Agricole, el Liquigas i el Gerolsteiner encapçalen el gran grup a manca de 30 km, moment en què els escapats sols disposen de 2' d'avantatge. La fusió es farà a menys de dos quilòmetres de Châteauroux, moment que és aprofitat per Vogondy per intentar arribar en solitari a la meta, tot i que finalment no ho aconseguirà i serà agafat pels esprínters a pocs metres de l'arribada. El britànic Mark Cavendish, portat pels seus companys d'equip fins a 250 metres de l'arribada en serà el vencedor, superant Óscar Freire i Erik Zabel. Aquesta era la vuitena victòria en carretera de Cavendish el 2008 i el primer èxit al Tour de França.
El cap de la classificació general no experimenta cap modificació, així com tampoc el de la muntanya. Kim Kirchen, per contra, cedeix el mallot verd a Thor Hushovd, quart de l'etapa.
Diverses caigudes s'esdevenen durant l'etapa, sent el més perjudicat Alejandro Valverde, caigut juntament amb John Gadret. Aurélien Passeron i Heinrich Haussler cauen en el darrer tram de l'etapa i el vencedor del gran premi de la muntanya del Tour de França 2007, Mauricio Soler, es veu obligat a abandonar al començament de l'etapa després de la caiguda soferta durant la primera etapa.

## Esprints intermedis
- 1r esprint intermedi. Argenton-les-Vallées (km 33,5)

| 1r | Lilian Jegou    | 6 pts |
| 2n | Nicolas Vogondy | 4 pts |
| 3r | Florent Brard   | 2 pts |

- 2n esprint intermedi. Richelieu (km 98,5)

| 1r | Florent Brard   | 6 pts |
| 2n | Nicolas Vogondy | 4 pts |
| 3r | Lilian Jegou    | 2 pts |

- 3r esprint intermedi. Le Grand-Pressigny (km 152)

| 1r | Nicolas Vogondy | 6 pts |
| 2n | Florent Brard   | 4 pts |
| 3r | Lilian Jegou    | 2 pts |

## Classificació de l'etapa
| Pos. | Ciclista          | Equip            | Temps      |
| ---- | ----------------- | ---------------- | ---------- |
| 1.   | Mark Cavendish    | Columbia         | 5h 27' 52s |
| 2.   | Óscar Freire      | Rabobank ProTeam | m. t.      |
| 3.   | Erik Zabel        | Milram           | m. t.      |
| 4.   | Thor Hushovd      | Crédit Agricole  | m. t.      |
| 5.   | Baden Cooke       | Barloworld       | m. t.      |
| 6.   | Robert Hunter     | Barloworld       | m. t.      |
| 7.   | Leonardo Duque    | Cofidis          | m. t.      |
| 8.   | Robbie McEwen     | Silence-Lotto    | m. t.      |
| 9.   | Francesco Chicchi | Liquigas         | m. t.      |
| 10.  | Julian Dean       | Garmin Chipotle  | m. t.      |

## Classificació general
| Pos. | Ciclista              | Equip            | Temps       |
| ---- | --------------------- | ---------------- | ----------- |
| 1.   | Stefan Schumacher     | Gerolsteiner     | 19h 32' 33" |
| 2.   | Kim Kirchen           | Columbia         | + 12"       |
| 3.   | David Millar          | Garmin Chipotle  | m. t.       |
| 4.   | Cadel Evans           | Silence-Lotto    | + 21"       |
| 5.   | Fabian Cancellara     | Team CSC         | + 33"       |
| 6.   | Christian Vande Velde | Garmin Chipotle  | + 37"       |
| 7.   | George Hincapie       | Columbia         | + 41"       |
| 8.   | Thomas Lövkvist       | Columbia         | + 47"       |
| 9.   | Vincenzo Nibali       | Liquigas         | + 58"       |
| 10.  | José Ivan Gutiérrez   | Caisse d'Epargne | + 1' 01"    |

## Classificacions annexes

### Classificació per punts
| Classificació per punts | Total  |
| ----------------------- | ------ |
| Thor Hushovd            | 88 pts |
| Óscar Freire            | 85 pts |
| Kim Kirchen             | 81 pts |

### Classificació de la muntanya
| Classificació de la muntanya | Total  |
| ---------------------------- | ------ |
| Thomas Voeckler              | 19 pts |
| Sylvain Chavanel             | 11 pts |
| Björn Schröder               | 9 pts  |

### Classificació del millor jove
| Classificació del millor jove | Total       |
| ----------------------------- | ----------- |
| Thomas Lövkvist               | 19h 33' 20" |
| Vincenzo Nibali               | + 11"       |
| Maxime Monfort                | + 37"       |

### Classificació per equips
| Classificació per equips | Total       |
| ------------------------ | ----------- |
| Garmin Chipotle          | 58h 37' 35" |
| Columbia                 | + 1' 44"    |
| Team CSC                 | + 2' 35"    |

### Combativitat
Nicolas Vogondy (Agritubel)

## Abandonaments
Mauricio Soler (Barloworld)